# Charles R. Holland

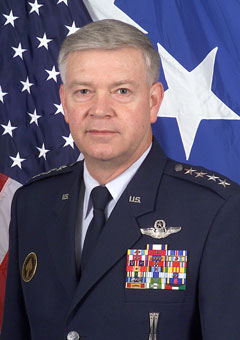
Charles R. Holland

Charles R. Holland (* 21. Januar 1946 in Elkins, Randolph County, West Virginia) ist ein pensionierter General der United States Air Force. Er war unter anderem Kommandeur des Air Force Special Operations Commands und des United States Special Operations Command.

## Leben
Im Jahr 1968 absolvierte er die United States Air Force Academy in Colorado Springs. Nach seiner Graduation wurde er als Leutnant in das Offizierskorps der Air Force aufgenommen. In der Folge durchlief er alle Offiziersgrade vom Leutnant bis zum Vier-Sterne-General.
Im Lauf seiner militärischen Karriere absolvierte er verschiedene Kurse und Schulungen. Dazu gehörten unter anderem eine Ausbildung zum Kampfpiloten und weitere Fortbildungskurse als Pilot neuer Flugzeugtypen; die Squadron Officer School auf der Maxwell Air Force Base in Alabama; das Air Force Institute of Technology auf der Wright-Patterson Air Force Base in Ohio; das Air Command and Staff College (über einen Fernkurs); der National Security Management Course, ebenfalls über einen Fernkurs und das Industrial College of the Armed Forces in Fort Lesley J. McNair in Washington, D.C. Außerdem erhielt er akademische Grade von der Filiale der Troy University auf der Ramstein Air Base und der Harvard Kennedy School.
In seinen frühen Jahren als Offizier der Luftwaffe war er an verschiedenen Stützpunkten in den Vereinigten Staaten stationiert. Dabei war er als Pilot, Flugausbilder oder Stabsoffizier bei unterschiedlichen Einheiten tätig. Dazwischen absolvierte er die erwähnten Schulungen. Zwischen Januar 1973 und Januar 1974 war er während der Endphase des Vietnamkriegs in Thailand stationiert. Danach war er bis 1977 auf der Ramstein Air Base in Deutschland in verschiedenen Funktionen tätig. Eine weitere Versetzung außerhalb der Vereinigten Staaten betrifft die Jahre 1983 bis 1985. Damals kommandierte Holland als Oberstleutnant auf der Clark Air Base auf den Philippinen die 21. Taktische Transportschwadron (21st Tactical Airlift Squadron).
Es folgte sein bis zum Juni 1986 andauerndes Studium am Industrial College of the Armed Forces. Danach bekleidete er bis zum Juni 1988 verschiedene Positionen im Stab des Hauptquartiers der Air Force. Dazu gehörte auch die Leitung einer Unterabteilung die für Ausbildung bei den Sondereinheiten der Luftwaffe (Special Operations Forces) zuständig war. Zwischen Juni 1988 und Juni 1991 war Charles Holland auf der Kirtland Air Force Base in New Mexico stationiert. Dort war er zunächst stellvertretender und dann regulärer Kommandeur des 1550. Ausbildungsgeschwaders (1550th Combat Crew Training Wing).
Daran schloss sich eine Versetzung nach Florida zum Hurlburt Field an, wo er zwischen Juni 1991 und Juni 1993 das 1. Sondereinsatzgeschwader (1st Special Operations Wing) kommandierte. Daran schloss sich eine Versetzung zum Fort Bragg in North Carolina an. Dort wurde Holland stellvertretender Kommandeur des United States Joint Special Operations Commands. Dieses Amt hatte er zwischen Juni 1993 und Juni 1995 inne. Es folgte eine Versetzung zum Camp H. M. Smith in Hawaii. Dort übernahm er den Oberbefehl über das United States Special Operations Command Pacific. Diese Aufgabe nahm er zwischen Juni 1995 und Juni 1997 wahr. Anschließend kehrt er zum Hurlburt Field in Florida zurück, wo er im Juli 1997 als Nachfolger von James L. Hobson Jr. das Kommando über das Air Force Special Operations Command übernahm. Dieses Amt bekleidete er zwischen dem 9. Juli 1997 und dem 4. August 1999, als er von Maxwell C. Bailey abgelöst wurde. In der Folge kehrte er zur Ramstein Air Base in Deutschland zurück. Dort war Charles Holland zwischen August 1999 und Oktober 2000 stellvertretender Kommandeur der United States Air Forces in Europe.
Daran schloss sich eine Versetzung zur MacDill Air Force Base in Florida an. Am 27. Oktober 2000 übernahm er dort als Nachfolger von Peter J. Schoomaker das Kommando über das United States Special Operations Command. Diesen Oberbefehl hatte er bis zum 2. September 2003 inne, als Bryan D. Brown sein Nachfolger wurde. Am 1. November 2003 schied er aus dem aktiven Militärdienst aus.
Während seiner aktiven Zeit als Militärpilot absolvierte er über 5000 Flugstunden auf verschiedenen Flugzeugtypen.
Nach seiner Pensionierung wurde Charles Holland Vorstandsmitglied und Berater bei verschiedenen Firmen. Gelegentlich steht er auch noch bei Bedarf der Air Force beratend zur Seite.

## Daten der Beförderungen
| Abzeichen | Rang               | Jahr             |
| --------- | ------------------ | ---------------- |
|           | Second Lieutenant  | 5. Juni 1968     |
|           | First Lieutenant   | 5. Dezember 1969 |
|           | Captain            | 5. Juni 1971     |
|           | Major              | 19. April 1979   |
|           | Lieutenant Colonel | 1. Dezember 1982 |
|           | Colonel            | 1. Dezember 1985 |
|           | Brigadier General  | 20. Mai 1993     |
|           | Major General      | 22. Februar 1997 |
|           | Lieutenant General | 1. November 1999 |
|           | General            | 1. Dezember 2000 |

## Orden und Auszeichnungen
Charles Holland erhielt im Lauf seiner militärischen Laufbahn unter anderem folgende Auszeichnungen:
- Air Force Distinguished Service Medal
- Defense Superior Service Medal
- Legion of Merit
- Distinguished Flying Cross
- Air Medal
- Meritorious Service Medal
- Joint Meritorious Unit Award
- Air Force Outstanding Unit Award
- Air Force Organizational Excellence Award
- Combat Readiness Medal
- National Defense Service Medal
- Armed Forces Expeditionary Medal
- Vietnam Service Medal
- Southwest Asia Service Medal
- Air Force Longevity Service Award
- Gallantry Cross (Südvietnam)
- Vietnam Campaign Medal (Südvietnam)
- Kuwait Liberation Medal (Kuwait)

Außerdem erhielt er noch verschiedene Ordensbänder (Ribbons).